# Neil Webb
Neil John Webb (født 30. juli 1963 i Reading) er en engelsk tidligere fodboldspiller. Han spillede som forsvar og midtbane fra 1980 til 1997 i klubber som for Portsmouth, Nottingham Forest og Manchester United.
Han spillede i hans karriere 26 kampe for England. Han deltog desuden ved EM i fodbold 1988, VM i fodbold 1990 i Mexico og EM i fodbold 1992.